# Alloscelus
Alloscelus é um género de Scarabaeidae ou escaravelhos na superfamília Scarabaeoidea.